# Lloyd w kosmosie
Lloyd w kosmosie (ang. Lloyd in Space, 2001–2004) – serial animowany produkcji amerykańskiej z 2001 roku. Był emitowany na kanale Disney Channel. Serial opowiada o przygodach trzynastoletniego kosmity Lloyda Nebulona, mieszkającego na stacji kosmicznej Intrepidville. Serial skupia się na codziennych perypetiach Lloyda, jego rodziny i przyjaciół, ukazując uniwersalne problemy dorastania w futurystycznym, międzygalaktycznym świecie.

## Fabuła
Lloyd, będący wrażliwym i ciekawym świata nastolatkiem, stara się odnaleźć swoje miejsce w społeczności zamieszkującej stację kosmiczną. Towarzyszą mu wierni przyjaciele: Douglas, inteligentny mózg z nogami; Kurt, nieco naiwny, ale dobroduszny kolega; oraz Eddie Horton, jeden z nielicznych o wyglądzie zbliżonym do człowieka. Wspólnie przeżywają liczne przygody, ucząc się przy tym wartości przyjaźni, lojalności i akceptacji różnorodności.
Ważną rolę w życiu Lloyda odgrywa jego rodzina. Matka, Nora Nebulon, pełni funkcję dowódcy stacji Intrepidville, starając się godzić obowiązki zawodowe z wychowywaniem dzieci. Młodsza siostra Lloyda, Francine, posiada zdolności telepatyczne i telekinetyczne, co często prowadzi do zabawnych i nieprzewidzianych sytuacji. Relacje rodzinne są istotnym elementem fabuły, ukazującym wyzwania i radości życia w kosmicznej rodzinie.
Serial porusza również tematykę szkolnych doświadczeń Lloyda i jego przyjaciół w placówce edukacyjnej Luna Vista. Pod okiem nauczycielki, pani Bolt, oraz innych pedagogów, bohaterowie mierzą się z typowymi problemami nastolatków, takimi jak nauka, pierwsze zauroczenia czy rywalizacja, osadzonymi w kontekście kosmicznej rzeczywistości. Dzięki temu serial łączy elementy science fiction z uniwersalnymi doświadczeniami młodzieży.

## Bohaterowie
- Lloyd P. Nebulon: Trzynastoletni kosmita o zielonej skórze i fioletowych włosach, przeżywający typowe dla nastolatka problemy, takie jak szkoła, przyjaźnie i relacje rodzinne.
- Francine Nebulon: Młodsza siostra Lloyda, posiadająca zdolności telepatyczne i telekinetyczne, co często prowadzi do zabawnych sytuacji.
- Nora Li Nebulon: Matka Lloyda i Francine, pełniąca funkcję dowódcy stacji kosmicznej Intrepidville, starająca się godzić obowiązki zawodowe z wychowywaniem dzieci.
- Douglas McNoggin: Najlepszy przyjaciel Lloyda, będący inteligentnym mózgiem z nogami, wyróżniający się wysokim ilorazem inteligencji.
- Kurt Blobberts: Kolega Lloyda, przedstawiciel rasy Blobullonów, charakteryzujący się nieco naiwnym, ale dobrodusznym usposobieniem.
- Eddie R. Horton: Przyjaciel Lloyda, jeden z nielicznych na stacji o wyglądzie zbliżonym do człowieka, znany z zamiłowania do sportu i rywalizacji.

## Spis odcinków
| N/o            | Polski tytuł | Angielski tytuł                      |
| -------------- | ------------ | ------------------------------------ |
|                |              |                                      |
| SERIA PIERWSZA |              |                                      |
|                |              |                                      |
| 01             |              | The Big 1-3                          |
|                |              |                                      |
| 02             |              | Double Date                          |
|                |              |                                      |
| 03             |              | The Science Project                  |
|                |              |                                      |
| 04             |              | Caution: Wormhole!                   |
|                |              |                                      |
| 05             |              | The Hero of Urbit-Knarr              |
|                |              |                                      |
| 06             |              | Daydream Transceiver                 |
|                |              |                                      |
| 07             |              | Campout on Zoltan III                |
|                |              |                                      |
| 08             |              | Kurtlas the Symbiotic Boy            |
|                |              |                                      |
| 09             |              | Babysitter Lloyd                     |
|                |              |                                      |
| 10             |              | Android Lloyd                        |
|                |              |                                      |
| SERIA DRUGA    |              |                                      |
|                |              |                                      |
| 11             |              | Nerd from Beyond the Stars           |
|                |              |                                      |
| 12             |              | Girl from the Center of the Universe |
|                |              |                                      |
| 13             |              | Nora’s Big Date                      |
|                |              |                                      |
| 14             |              | Pet Wars                             |
|                |              |                                      |
| 15             |              | Lloyd Changes His Mind               |
|                |              |                                      |
| 16             |              | Boomer’s Secret Life                 |
|                |              |                                      |
| 17             |              | Francine’s Power Trip                |
|                |              |                                      |
| 18             |              | Lloyd’s Lost Weekend                 |
|                |              |                                      |
| 19             |              | You’re Never Too Old                 |
|                |              |                                      |
| 20             |              | The Big Sleepover                    |
|                |              |                                      |
| SERIA TRZECIA  |              |                                      |
|                |              |                                      |
| 21             |              | Gimme Some Skin                      |
|                |              |                                      |
| 22             |              | Incident at Luna Vista               |
|                |              |                                      |
| 23             |              | Big Brother Kurt                     |
|                |              |                                      |
| 24             |              | The Thrila in Intrepidvilla          |
|                |              |                                      |
| 25             |              | That’s Debatable                     |
|                |              |                                      |
| 26             |              | Stink-O-Rama                         |
|                |              |                                      |
| 27             |              | Space Farm                           |
|                |              |                                      |
| 28             |              | Love Beam # 9                        |
|                |              |                                      |
| 29             |              | Neither Male Nor Female              |
|                |              |                                      |
| 30             |              | Cheery Threelap, Lloyd               |
|                |              |                                      |
| SERIA CZWARTA  |              |                                      |
|                |              |                                      |
| 31             |              | Room for the Larry                   |
|                |              |                                      |
| 32             |              | The Big Fued                         |
|                |              |                                      |
| 33             |              | Halloween                            |
|                |              |                                      |
| 34             |              | Behind the Bolt                      |
|                |              |                                      |
| 35             |              | Heads Up Blobberts!                  |
|                |              |                                      |
| 36             |              | Commander Lloyd                      |
|                |              |                                      |
| 37             |              | Day One                              |
|                |              |                                      |
| 38             |              | Go Crater Worms                      |
|                |              |                                      |
| 39             |              | Ride Along                           |
|                |              |                                      |